# Кавала (периферийная единица)
Драма (греч. Περιφερειακή Ενότητα Καβάλας) — одна из периферийных единиц Греции.
Является региональным органом местного самоуправления и частью административного деления. По программе Калликратиса с 2011 года входит в периферию Восточная Македония и Фракия .
Административный центр — город Кавала.

## Административно-территориальное деление
Периферийная единица Драма делится на 3 общины:
- Кавала (1)
- Нестос (2)
- Пангеон (3)